# جوایز ویدئو موسیقی ام‌تی‌وی ۲۰۲۰
جوایز موزیک ویدئوی ام‌تی‌وی ۲۰۲۰ در تاریخ ۳۰ اوت ۲۰۲۰ در نیویورک برگزار شد. کیکه پالمر میزبان این مراسم بود. لیدی گاگا و آریانا گرانده با ۹ بار، بیشترین سهم نامزدی را در مراسم داشتند و گاگا برای اولین بار جایزه ام‌تی‌وی تریکان را دریافت کرد. نامزدهای بهترین هنرمند جدید در ۲۳ ژوئیه سال ۲۰۲۰ مشخص شد و سایر گروه‌ها در ۳۰ ژوئیه اعلام شدند. همچین. رأی دادن طرفداران از ۳۰ ژوئیه آغاز شد و در ۲۳ اوت به پایان رسید. نامزدهای آهنگ تابستان، بهترین گروه در ۲۴ اوت مشخص شدند. این نمایش به چادویک بوزمن اختصاص داشت که دو روز قبل از مراسم بر اثر سرطان روده بزرگ درگذشت.

## اجراه‌ها
| هنرمند(ها)                      | ترانه(ها)                                               |
| پیش نمایش                       | پیش نمایش                                               |
| ------------------------------- | ------------------------------------------------------- |
| Jack Harlow                     | "Whats Poppin"                                          |
| Tate McRae                      | "You Broke Me First"                                    |
| Chloe x Halle                   | "Ungodly Hour"                                          |
| Lewis Capaldi                   | "Before You Go"                                         |
| مشین گان کلی بلک‌بر تراویس بارکر | مدلی "My Ex's Best Friend" Bloody Valentine"            |
| نمایش اصلی                      |                                                         |
| د ویکند                         | «پرتوهای کورکننده»                                      |
| دابیبی                          | مدلی "Peep Hole" "Blind" "Rockstar"                     |
| مایلی سایرس                     | «آسمان نیمه‌شب»                                          |
| مالوما                          | "Hawái"                                                 |
| بی‌تی‌اس                          | «دینامیت»                                               |
| لیدی گاگا آریانا گرانده         | مدلی "Chromatica II" 911" «بر من ببار» «عشق احمقانه»    |
| JP Saxe جولیا مایکلز            | "If the World Was Ending" (advertisement for Extra Gum) |
| دوجا کت                         | مدلی «بگو پس» "Like That"                               |
| کیکه پالمر                      | "Snack"                                                 |
| سی‌ان‌سی‌او                        | "Beso"                                                  |
| بلک آید پیز نیکی جم تایگا       | مدلی "Vida Loca" «یه حسی دارم»                          |

## جایزه‌ها و نامزدی‌ها
| ویدئو سال | ترانه سال |
| --- | --- |
| د ویکند – «پرتوهای کورکننده» - بیلی آیلیش – «هرچیزی که می‌خواستم» - امینم (با همراهی جویس ورلد) – «گودزیلا» - فیوچر (با همراهی دریک) – "Life Is Good" - لیدی گاگا با آریانا گرانده – «بر من ببار» - تیلور سوئیفت – «اون مرد» | لیدی گاگا با آریانا گرانده – «بر من ببار» - دوجا کت – «بگو پس» - بیلی آیلیش – «هرچیزی که می‌خواستم» - مگان دی استالین – «وحشی» - پست مالون – «دایره‌ها» - رودی ریچ – «جعبه» |
| هنرمند سال | گروه برتر |
| لیدی گاگا - جاستین بیبر - دابیبی - مگان دی استالین - پست مالون - د ویکند | بی‌تی‌اس - فایو سکندز آو سامر - بلک پینک - Chloe x Halle - سی‌ان‌سی‌او - لیتل میکس - مونستااکس - Now United - The 1975 - توئنی وان پایلتس |
| بهترین هنرمند جدید | بهترین همکاری |
| دوجا کت - Lewis Capaldi - یانگ‌بلاد | لیدی گاگا با آریانا گرانده – «بر من ببار» - بلک آید پیز (با همراهی جی بالوین) – "Ritmo (Bad Boys for Life)" - فیوچر (با همراهی دریک) – "Life Is Good" - آریانا گرانده و جاستین بیبر – «باهات گیر افتادم» - کارول جی (با همراهی نیکی میناژ) – "Tusa" - اد شیرن (با همراهی خالید) – "Beautiful People" |
| بهترین موزیک ویدئو | بهترین هیپ هاپ |
| بی‌تی‌اس (گروه موسیقی) – «On» - جاستین بیبر (با همراهی Quavo) – «مقاصد» - هالزی (خواننده) – "You Should Be Sad" - جوناس برادرز – "What a Man Gotta Do" - لیدی گاگا با آریانا گرانده – «بر من ببار» - تیلور سوئیفت – «عاشق» | مگان دی استالین – «وحشی» - دابیبی – "Bop" - امینم (با همراهی جویس ورلد) – «گودزیلا» - فیوچر (با همراهی دریک) – "Life Is Good" - رودی ریچ – «جعبه» - تراویس اسکات – "Highest in the Room" |
| بهترین آراندبی | بهترین کی‌پاپ |
| د ویکند – «پرتوهای کورکننده» - Chloe x Halle – "Do It" - H.E.R. (با همراهی YG) – "Slide" - آلیشا کیز – "Underdog" - خالید (خواننده) (با همراهی Summer Walker) – "Eleven" - لیزو – "Cuz I Love You" | بی‌تی‌اس – "On" - اکسو – «وسواس» - (جی)آیدل – "Oh My God" - مونستااکس – "Someone's Someone" - رد ولوت (گروه موسیقی) – "Psycho" - تی اکس تی (گروه موسیقی) – "9 و Three Quarters (Run Away)" |
| بهترین لاتین | بهترین راک |
| مالوما (با همراهی جی بالوین) – "Qué Pena" - Anuel AA (با همراهی ددی یانکی، اوسونا (خواننده), کارول جی و جی بالوین) – "China" - بد بانی – "Yo Perreo Sola" - جی بالوین – "Amarillo" - بلک آید پیز (با همراهی اوسونا (خواننده) و J. Rey Soul) – "Mamacita" - کارول جی (با همراهی نیکی میناژ) – "Tusa" | کلدپلی – "Orphans" - بلینک-۱۸۲ – "Happy Days" - اونسنس – "Wasted on You" - فال اوت بوی (با همراهی وایکلف ژان) – "Dear Future Self (Hوs Up)" - گرین دی – "Oh Yeah!" - کیلرز – "Caution" |
| بهترین آلترناتیو | بهترین موزیک ویدئو در خانه |
| مشین گان کلی – "Bloody Valentine" - The 1975 (گروه موسیقی) – "If You're Too Shy (Let Me Know)" - آل تایم لو – "Some Kind of Disaster" - لانا دل ری – "Doin' Time" - فینیاس اوکانل – "Let's Fall in Love for the Night" - توئنی وان پایلتس – "Level of Concern" | آریانا گرانده و جاستین بیبر – «باهات گیر افتادم» - فایو سکندز آو سامر – "Wildflower" - بلینک-۱۸۲ – "Happy Days" - دریک – «توزی اسلاید» - جان لجند – "Bigger Love" - توئنی وان پایلتس – "Level of Concern" |
| بهترین اجرای قرنطینه ای | ویدیو برای همیشه |
| سی‌ان‌سی‌او – MTV Unplugged at Home - Chloe x Halle – "Do It" (from MTV Prom-Athon) - DJ D-Nice – Club MTV Presents: #DanceTogether - لیدی گاگا – «لبخند» (از باهم در خانه) - جان لجند – سری‌های کنسرت باهم در خانه - پست مالون – «احترام به نیروانا» | H.E.R. – "I Can't Breathe" - بیلی آیلیش – «همه‌ی دخترای خوب میرن به جهنم» - Lil Baby – "The Bigger Picture" - دمی لواتو – "I Love Me" - وerson Paak – "Lockdown" - تیلور سوئیفت – «اون مرد» |
| Best Direction | بهترین جهت هنری |
| تیلور سوئیفت – "اون مرد (ترانه تیلور سوئیفت)" (Director: Taylor Swift) - دوجا کت – «بگو پس» (Director: Hannah Lux Davis) - بیلی آیلیش – "Xanny" (Director: Billie Eilish) - دوآ لیپا – «حالا شروع نکن» (Director: Nabil) - هری استایلز – «ستودن تو» (Director: دیو میرز (کارگردان)) - د ویکند – «پرتوهای کورکننده» (Director: Anton Tammi) | مایلی سایرس – "دختر مادر" (Art Director: Christian Stone) - ایسپ راکی – "Babushka Boi" (Art Directors: A$AP Rocky, نادیا لی کوهن و Brittany Porter) - سلنا گومز – «دوست‌پسر» (Art Director: Tatiana Van Sauter) - دوآ لیپا – «فیزیکی» (Art Director: Anna Colomé Nogu) - هری استایلز – «ستودن تو» (Art Director: Laura Ellis Cricks) - تیلور سوئیفت – «عاشق» (Art Director: Kurt Gefke) |
| بهترین رقص | بهترین فیلمبرداری |
| بی‌تی‌اس – "On" (Choreographers: The Lab و Son Sung Deuk) - سی‌ان‌سی‌او و ناتی ناتاشا – "Honey Boo" (Choreographer: Kyle Hanagami) - دابیبی – "Bop" (Choreographers: DaniLeigh و Cherry) - لیدی گاگا با آریانا گرانده – «بر من ببار» (Choreographer: Richy Jackson) - دوآ لیپا – «فیزیکی» (Choreographer: Charm La'Donna) - نورمانی – «انگیزه» (Choreographer: Sean Bankhead) | لیدی گاگا با آریانا گرانده – «بر من ببار» (Director of Photography: Michael Merriman) - فایو سکندز آو سامر – "Old Me" (Director of Photography: Kieran Fowler) - کامیلا کبیو (با همراهی دابیبی) – "My Oh My" (Director of Photography: Scott Cunningham) - بیلی آیلیش – «همه‌ی دخترای خوب میرن به جهنم» (Director of Photography: Christopher Probst) - کیتی پری – «هارلیز در هاوایی» (Director of Photography: Arnau Valls) - د ویکند – «پرتوهای کورکننده» (Director of Photography: Oliver Millar) |
| بهترین ادیت | بهترین جلوه‌های بصری |
| مایلی سایرس – «دختر مادر» (Editors: Alexوre Moors و Nuno Xico) - James Blake – "Can't Believe the Way We Flow" (Editor: Frank Lebon) - هالزی (خواننده) – «گورستان» (Editors: Emille Aubry, Janne Vartia و Tim Montana) - لیزو – "Good as Hell" (Editors: Russell Santos و Sofia Kerpan) - رزالیا – "A Palé" (Editor: وre Jones) - د ویکند – «پرتوهای کورکننده» (Editors: Janne Vartia و Tim Montana) | دوآ لیپا – «فیزیکی» (Visual Effects: EIGHTY4 و Mathematic) - بیلی آیلیش – «همه‌ی دخترای خوب میرن به جهنم» (Visual Effects: Drive Studio) - لیدی گاگا با آریانا گرانده – «بر من ببار» (Visual Effects: Ingenuity Studios) - دمی لواتو – "I Love Me" (Visual Effects: Hoody FX) - تراویس اسکات – "Highest in the Room" (Visual Effects: Ingenuity Studios) - هری استایلز – «ستودن تو» (Visual Effects: Mathematic)                                                                                     |
| ترانه تابستان | قهرمانان روزمره: کارگران پزشکی Frontline |
| بلک پینک – «چطور دوستش داری» - کاردی بی (با همراهی مگان دی استالین) – «وپ» - مایلی سایرس – «آسمان نیمه‌شب» - دابیبی (با همراهی رودی ریچ) – "Rockstar" - دی‌جی خالد (با همراهی دریک) – "Popstar" - دوجا کت – «بگو پس» - Jack Harlow – "Whats Poppin" - Lil Baby (با همراهی 42 Dugg) – "We Paid" - دوآ لیپا – «قلبم را بشکن» - مگان دی استالین (با همراهی بیانسه) – «وحشی» - Pop Smoke (با همراهی فیفتی سنت و رودی ریچ) – "The Woo" - Saint Jhn – "Roses" - Saweetie – "Tap In" - هری استایلز – «شیرینی هندوانه» - تیلور سوئیفت – «ژاکت کش‌باف پشمی» - د ویکند – «پرتوهای کورکننده» | - Jason "تیک‌تاک Doc" Campbell - Dr. Elvis Francois و Dr. William Robinson – «تصور کن» - Jefferson University Hospital's Swab Squad – "Level Up" - Lori Marie Key – "Amazing Grace" - Dr. Nate Wood – "Lean on Me" |
| جایزه تریکان | |
| لیدی گاگا | |